# Google Base
Google Base était un service de Google, mis officiellement en ligne le 16 novembre 2005, qui permettait de mettre en ligne et de référencer tout type de contenu en termes d'information. Ceux-ci étaient indexés par le moteur Google et disponibles via la base de données Google Base. Les données sont décrites sous forme de libellés et de valeurs. Ce service est fermé depuis 2010.
Face au flot de rumeurs qui avait précédé sa sortie, Google avait officiellement répondu sur son blog :
« Vous avez peut être entendu des choses aujourd'hui à propos d'un nouveau produit que nous testons, spéculant sur nos projets. Voici ce qu'il en est réellement. Nous testons une nouvelle manière d'envoyer du contenu vers Google, ce qui nous l'espérons viendra compléter les méthodes existantes de notre web crawl et de Google Sitemaps. Nous pensons que ce sera un bon produit, et nous vous tiendrons informé lorsque nous aurons plus d'information. »
— Google, http://googleblog.blogspot.com/